# Джуда, Заб
Заб Джуда (англ. Zab Judah; 27 октября 1977, Бруклин, Нью-Йорк, США) — американский боксёр-профессионал, выступавший в полусредней весовой категории. Чемпион мира в 1-й полусредней (временный титул по версии IBF, 1999; версия IBF, 2000—2001, 2011; версия WBO, 2003—2004) и полусредней (версия WBC, 2005—2006; версия WBA, 2005—2006; версия IBF, 2005—2006) и 1-й средней (версия IBC, 2007) весовых категориях. Двукратный чемпион США среди любителей, трёхкратный победитель турнира «Золотые перчатки Нью-Йорка». Заб Джуда являлся абсолютным чемпионом мира в 2005—2006 годах.
Джуда был кандидатом в олимпийскую сборную США 1996 года, но проиграл в решающем бою Дэвиду Диасу. Диас в свою очередь на Олимпийских играх проиграл серебряному призёру Октаю Уркалу — в будущем последнему противнику Кости Цзю перед поединком с Джудой.

## Профессиональная карьера

### 1996—1998
Дебютировал в сентябре 1996 года, победив техническим нокаутом во 2-м раунде Майкла Джонсона.
В октябре 1996 года Джуда техническим нокаутом в 4-м раунде победил Пабло Техаду.
В декабре 1996 года Заб техническим нокаутом в 1-м раунде одолел пуэрториканца Хосе Луиса Торреса.
В январе 1997 года Джуда техническим нокаутом в 1-м раунде победил Джона Скальци.
В феврале 1997 года Джуда в 1-м раунде нокаутировал Криса Слотера.
В апреле 1997 года техническим нокаутом в 4-м раунде победил Пола Денарда.
В мае 1997 года Джуда одолел по очкам Троя Крэйна.
В июне 1997 года Джуда победил по очкам мексиканца Омара Васкеса.
В августе 1997 года Джуда в 1-м раунде нокаутировал бойца из Доминиканской республики Сесара Кастро.
В октябре 1997 года Заб техническим нокаутом в 1-м раунде победил Джеймса Салаву, затем, 14 дней спустя, одолел по очкам Рика Эдсона.
В ноябре 1997 года в 1-м раунде нокаутировал мексиканца Рикардо Васкеса.
В декабре 1997 года Джуда победил по очкам Энтони Джонсона.

### 17 января1998Заб Джуда —Стив Вальдес
- Место проведения:  Convention Hall, Атлантик-Сити, Нью-Джерси, США
- Результат: Победа Джуды техническим нокаутом после 1-го раунда в 8-раундовом бою
- Статус: Рейтинговый бой
- Рефери: Альберт Эрл Браун
- Время: 3:00
- Вес: Джуда 64,00 кг; Вальдес 64,00 кг
- Трансляция: HBO

В январе 1998 года Джуда в рейтинговом бою вышел на ринг против Стива Вальдеса. В начале 1-го раунда Заб провёл точный левый кросс с дистанции в голову соперника, за чем последовала молниеносная серия добивающих ударов, Вальдес оказался в нокдауне. Он встал на счёт 2, рефери дал команду продолжить. Джуда попытался добить противника, но Вальдес заклинчевал. В середине раунда Джуда провёл быструю серию точных ударов в голову Вальдеса, отправив его в нокдаун во второй раз. Вальдес встал на счёт 2, рефери возобновил бой. Пошёл обмен ударами, в котором Джуда полностью переиграл соперника, в ответ проведя быструю серию в голову Вальдеса, после чего тот в третий раз оказался в нокдауне. Он встал на счёт 2, рефери дал команду продолжать. Заб пошёл на добивание, Вальдес неуверенно пытался ответить. В оставшееся время раунда Джуда полностью доминировал в ринге, а в конце провёл очередную серию молниеносных ударов в голову соперника, после которой Вальдес в четвёртый раз оказался на полу. Он встал на счёт 2, после чего прозвучал гонг об окончании раунда. В перерыве угол Вальдеса отказался от продолжения боя.

### 10 марта1998Заб Джуда —Эстебан Флорес
- Место проведения:  National Guard Armory, Пайксвилль, Мэриленд, США
- Результат: Несостоявшийся бой, закончился в 3-м раунде в 8-раундовом бою
- Статус: Рейтинговый бой
- Рефери: Кенни Шевалье
- Время: 1:24
- Вес: Джуда 64,4 кг; Флорес 63,5 кг
- Трансляция:

В марте 1998 года Джуда в рейтинговом бою встретился с пуэрториканцем Эстебаном Флоресом. Из-за непреднамеренного столкновения головами, в результате которого у Флореса открылось рассечение, бой был остановлен в 3-м раунде и результатом была объявлена техническая ничья. Спустя два месяца, 21 мая, результат боя был изменён на «no contest».

### 14 апреля1998Заб Джуда —Анхель Бельтре
- Место проведения:  Foxwoods Resort, Машантакет, Коннектикут, США
- Результат: Победа Джуды нокаутом во 2-м раунде в 10-раундовом бою
- Статус: Рейтинговый бой
- Вес: Джуда 64,4 кг; Бельтре 66,7 кг
- Трансляция:

В апреле 1998 года Джуда встретился с доминиканцем Анхелем Бельтре. Во второй половине 2-го раунда Заб прижал Бельтре к канатам и провёл серию ударов, попав левым прямым точно в голову. Доминиканец попятился вдоль канатов в угол, Джуда в догонку выбросил серию ударов, Бельтре опустился на канат. Он не встал на счёт 10, рефери зафиксировал нокаут.

### 7 июня1998Заб Джуда —Микки Уорд
- Место проведения:  Миккосуки Индиан Гейминг, Майами, Флорида, США
- Результат: Победа Джуды единогласным решением в 12-раундовом бою
- Статус: Чемпионский бой за временный титул USBA
- Рефери: Хорхе Алонсо
- Счёт судей: Пол Херман (119—109), Билл Рэй (118—110), Стюарт Уинстон (118—110) — все в пользу Джуды
- Вес: Джуда 62,60 кг; Уорд 62,40 кг
- Трансляция: ESPN

В июне 1998 года Заб Джуда встретился с Микки Уордом. Уорд уступал противнику в скорости, а также количестве и точности ударов. По итогам 12 раундов судьи с большим преимуществом отдали победу Джуде.

### 12 июля1998Заб Джуда —Отильо Вильярреаль
- Место проведения:  Кейп Код Мелоди Тен, Хияннис, Массачусетс, США
- Результат: Победа Джуды техническим нокаутом во 2-м раунде в 10-раундовом бою
- Статус: Рейтинговый бой
- Рефери: Дик Флахерти
- Время: 3:00
- Вес: Джуда 64,90 кг; Вильярреаль 65,80 кг
- Трансляция: ESPN2

В июле 1998 года Джуда вышел на ринг против эквадорца Отильо Вильярреаля. В конце 2-го раунда Джуда провёл несколько хуков в голову противника — левый, правый, опять левый, опять правый, и снова левый. Последним ударом американец отправил эквадорца в нокдаун. Вильярреаль поднялся на счёт 7. Джуда принялся добивать противника. Он прижал его к канатам и провёл снова серию хуков — левый, правый и снова левый. Эквадорец рухнул на канвас. Несмотря на сразу же прозвучавший гонг, Рефери прекратил бой, не открывая счёта. Эквадорец решение не оспаривал.
В октябре 1998 года Джуда техническим нокаутом в 11-м раунде победил Дэррила Тайсона.

### 16 января1999Заб Джуда —Вильфредо Негрон
- Место проведения:  MGM Grand, Лас-Вегас, Невада, США
- Результат: Победа Джуды нокаутом в 4-м раунде в 12-раундовом бою
- Статус: Чемпионский бой за временный титул IBF в 1-м полусреднем весе
- Рефери: Джо Кортес
- Счёт судей: Алексис Аргуэльо (30—27), Ове Овесен (30—27), Медардо Вильялобос[пол.] (30—27) — все в пользу Джуды
- Время: 1:44
- Вес: Джуда 63,30 кг; Негрон 63,00 кг
- Трансляция: Showtime SET

В январе 1999 года Заб Джуда в бою за временный титул IBF в 1-м полусреднем весе встретился с пуэрториканцем Вильфредо Негроном. В начале 4-го раунда Джуда провёл правый апперкот прямо в челюсть. Негрон дрогнул, и нагнувшись, схватился за ноги Джуды, а затем приподнявшись, попытался заклинчеваться. Рефери сразу же развёл бойцов и отсчитал Негрону нокдаун. После возобновления боя Негрон провёл удар, и его противник опустился на колено, но рефери не стал считать нокдаун, решив, что Джуда поскользнулся. Комментаторы Showtime согласились с решением рефери. Джуда перешёл в атаку. Он провёл несколько серий ударов. Затем прижал в канатам Негрона и попал левым апперкотом ему в челюсть. Затем провёл ещё серию ударов и Негрон упал на канвас. Негрон долго сидел, но поднялся в последний момент. Джуда бросился его добивать. Он вновь прижал его к канатам и пробил два сильных хука — правый, затем левый. Негрона повело, и он свалился. Рефери сразу же прекратил бой. Поединок проходил в рамках шоу, организованного телеканалом Showtime, главным событием которого был бой Майк Тайсон — Франсуа Бота.

### 16 апреля1999Заб Джуда —Хуан Торрес
- Место проведения:  Гранд Касино, Туника, Миссисипи, США
- Результат: Победа Джуды нокаутом в 1-м раунде в 10-раундовом бою
- Статус: Рейтинговый бой
- Рефери: Фред Штайнвиндер
- Время: 1:26
- Вес: Джуда 63,50 кг; Торрес 63,00 кг
- Трансляция: ESPN2

В апреле 1999 года Джуда вышел на бой против мексиканца Хуана Торреса. В середине 1-го раунда Джуда провёл левый встречный хук в челюсть противника. Торрес упал на канвас лицом вниз. Он не успел подняться на счёт 10. Рефери зафиксировал нокаут.

### 9 июля1999Заб Джуда —Дэвид Сэмпл
- Место проведения:  Кейп Код Мелоди Тен, Хияннис, Массачусетс, США
- Результат: Победа Джуды техническим нокаутом в 1-м раунде в 10-раундовом бою
- Статус: Рейтинговый бой
- Рефери: Эд Фитцджеральд
- Время: 2:27
- Вес: Джуда 64,90 кг; Сэмпл 64,40 кг
- Трансляция: ESPN2

В июле 1999 года Джуда вышел на ринг против Дэвида Сэмпла. В середине 1-го раунда Джуда провёл левый хук в голову противника. Сэмпл сел на канвас, но сразу же поднялся. Джуда бросился его добивать. Он загнал противника в угол, и провёл левый хук в челюсть. Сэмпл рухнул на пол. Он встал на счёт 3. Джуда опять бросился добивать противника. Он выбросил несколько ударов. Сэмпл, пытаясь уйти от них, сильно нагнулся, задев руками канвас. Рефери остановил атаку, и отсчитал 3-й нокдаун. Сразу же после возобновления Джуда загнал противника в угол, и провёл левый хук в челюсть. Сэмпл вновь упал, но опять сразу поднялся. Рефери не стал считать нокдаун, и остановил поединок. Сэмпл был недоволен остановкой.

### 12 февраля2000Заб Джуда —Ян-Пит Бергман
- Место проведения:  Мохеган Сан, Анкасвилл, Коннектикут, США
- Результат: Победа Джуды нокаутом в 4-м раунде в 12-раундовом бою
- Статус: Чемпионский бой за вакантный титул IBF в 1-м полусреднем весе
- Рефери: Стив Смогер[англ.]
- Счёт судей: Гленн Фелдман (28—26), Стэнли Христодулу[англ.] (28—26), Клэрк Саммартино (28—26) — все в пользу Джуды
- Время: 2:50
- Вес: Джуда 62,80 кг; Бергман 63,40 кг
- Трансляция: Showtime

В феврале 2000 года в бою за вакантный титул IBF в 1-м полусреднем весе Джуда встретился с представителем ЮАР Яном-Питом Бергманом. Джуда работал 1-м номером и весь бой гонялся за Бергманом. В середине 1-го раунда Джуда пробил левым хуком в голову противника. Бергман пошатнулся. Джуда сразу же бросился добивать его. В сумбурной атаке Джуде удалось свалить на пол противника. Бергман сразу же встал. Через несколько секунд Джуда загнал противника в угол и пробил двойку в верхнюю часть головы. Удары пришлись вскользь, тем не менее южноафриканец упал на настил. Он сразу же поднялся. В середине 2-го раунда Бергман встречным левым хуком попал Джуде в челюсть, и тот упал. Джуда впервые оказался в нокдауне. Он сразу же поднялся. В конце 4-го раунда Джуда загнал противника в угол и провёл спуртовую атаку. После большого количества пропущенных ударов Бергман свалился на пол. Он не встал на счёт 10. Рефери зафиксировал нокаут. Поединок проходил в рамках шоу, организованного телеканалом Showtime, главным событием которого был бой Константин Цзю — Ахмед Сантос.

### 24 июня2000Заб Джуда —Джуниор Уиттер
- Место проведения:  Глазго, Шотландия, Великобритания
- Результат: Победа Джуды единогласным решением в 12-раундовом бою
- Статус: Чемпионский бой за титул IBF в 1-м полусреднем весе (1-я защита Джуды)
- Рефери: Рой Фрэнсис
- Счёт судей: Джордж Колон (116—112), Джон Койл (118—111), Витторио Урзо (118—110) — все в пользу Джуды
- Вес: Джуда 63,40 кг; Уиттер 63,20 кг
- Трансляция: Showtime

В июне 2000 года Заб Джуда отправился в Англию на бой против небитого местного бойца Джуниора Уиттера. Уиттер кривлялся и уклонялся от боя на протяжении всех 12 раундов. Джуда изредка его доставал ударами. По окончании боя заслуженную победу присудили Джуде.

### 5 августа2000Заб Джуда —Террон Миллетт
- Место проведения:  Мохеган Сан, Анкасвилл, Коннектикут, США
- Результат: Победа Джуды техническим нокаутом в 4-м раунде в 12-раундовом бою
- Статус: Чемпионский бой за титул IBF в 1-м полусреднем весе (2-я защита Джуды)
- Рефери: Майк Ортега
- Время: 2:47
- Вес: Джуда 62,60 кг; Миллетт 63,30 кг
- Трансляция: Showtime

В августе 2000 года Заб Джуда вышел на ринг против бывшего обладателя пояса IBF в 1-м полусреднем весе Террона Миллетта. В середине 1-го раунда Джуда пошёл в атаку. Миллетт провёл встречный левый хук в челюсть противника. Джуда упал, но сразу же встал. Несмотря на нокдаун, Джуда продолжил активные действия в 1-м раунде. В конце 2-го раунда Джуда провёл левый хук в голову противника. Миллетт упал, но сразу же поднялся. Джуда бросился его добивать. Миллетт смог продержаться до гонга. В середине 4-го раунда Джуда провёл спуртовую атаку в голову. Миллетт приняв на себя значительное количество ударов, попытался уйти от атаки. Джуда вдогонку выбросил левый хук в челюсть. Миллетт головой вперёд спикировал на канвас. Он сразу же поднялся. Джуда попытался добить противника. Миллетт начал клинчевать. В конце 4-го раунда Джуда выбросил левый хук в голову, который прошёл мимо, и сразу же добавил акцентированный хук справа в голову. Миллет попытался провести ответный удар, но промахнулся. Джуда добавил хук слева в челюсть. Миллетт упал на канвас. Он сразу же поднялся, но был в неадекватном состоянии. Рефери досчитал до конца, а затем взглянув на него, остановил бой. Миллетт выразил недоумение отстановкой боя, но спорить не стал.

### 20 октября2000Заб Джуда —Эктор Кирос
- Место проведения:  Пэлас оф Оберн-Хиллс, Оберн-Хиллс, Мичиган, США
- Результат: Победа Джуды техническим нокаутом в 8-м раунде в 12-раундовом бою
- Статус: Чемпионский бой за титул IBF в 1-м полусреднем весе (3-я защита Джуды)
- Рефери: Дейл Грэбл
- Время: 1:56
- Вес: Джуда 62,60 кг; Кирос 63,30 кг
- Трансляция: Showtime SET
- Счёт неофициальных судей: Онлайн счёт sho.com (4—2 Джуда) — оценки после 6-го раунда

В октябре 2000 года Джуда встретился с мексиканцем Эктором Киросом. Джуда доминировал в бою. К конца поединка у Кироса заплыл левый глаз, появилось рассечение над левым глазом, также было рассечение на переносице. В середине 8-го раунда рефери отвёл мексиканца к врачу. Доктор осмотрел Кироса и посоветовал прекратить бой. Рефери зафиксировал технический нокаут в пользу Джуды. Поединок проходил в рамках шоу, организованного телеканалом Showtime, главным событием которого был бой Майк Тайсон — Анджей Голота.

### 13 января2001Заб Джуда —Реджи Грин
- Место проведения:  Мохеган Сан, Анкасвилл, Коннектикут, США
- Результат: Победа Джуды техническим нокаутом в 10-м раунде в 12-раундовом бою
- Статус: Чемпионский бой за титул IBF в 1-м полусреднем весе (4-я защита Джуды)
- Рефери: Артур Мерканте[англ.]
- Счёт судей: Дон О’Нейлл (87—84), Дик Флахерти (88—83), Том Качмарек (86—85) — все в пользу Джуды
- Время: 1:29
- Вес: Джуда 62,70 кг; Грин 63,00 кг
- Трансляция: Showtime

В январе 2001 года Джуда встретился с Реджи Грином. В середине 10-го раунда Джуда пробил левый хук в челюсть. Грин, шатаясь, отошёл в канатам. Джуда вдогонку выбросил ещё один левый хук в челюсть, и добавил правый хук. Грин упал на канвас. Он поднялся на счёт 4. Рефери отсчитал нокдаун, и дал команду продолжать. Джуда сразу же выбросил левый хук в челюсть. Грин рухнул на пол. Он сразу поднялся, но рефери прекратил бой, не открывая счёта. Грин выразил недоумение отстановкой боя, но спорить не стал. После этого боя Грин ушёл из бокса.

### 23 июня2001Заб Джуда —Аллан Вестер
- Место проведения:  Мохеган Сан, Анкасвилл, Коннектикут, США
- Результат: Победа Джуды нокаутом в 3-м раунде в 12-раундовом бою
- Статус: Чемпионский бой за титул IBF в 1-м полусреднем весе (5-я защита Джуды)
- Рефери: Чарльз Дуайер
- Счёт судей: Артур Элленсон (20—16), Дон Аккерман (20—16), Джон Лоусон (20—16) — все в пользу Джуды
- Время: 2:58
- Вес: Джуда 62,70 кг; Вестер 63,00 кг
- Трансляция: Showtime

В июне 2001 года состоялся бой двух непобеждённых боксёров — Заба Джуды и датчанина Аллана Вестера. В середине 2-го раунда Джуда провёл несколько ударов в голову, последним из которых — левый хуком — отправил Вестера на канвас. Это был 1-й нокдаун в его карьере. Он поднялся на счёт 6. Джуда бросился добивать его. Он провёл спуртовую атаку в голову. Вестер под градом ударов опустился на колени, но сразу же поднялся. Джуда не стал форсировать события, позволив Вестеру продержаться до гонга. В конце 3-го раунда Джуда в контратаке провёл правый хук в голову. Вестера повело. Джуда вдогонку выбросил левый хук в голову. Вестер упал на канвас возле угла. Он не смог подняться на счёт 10. Рефери зафиксировал нокаут. Поединок проходил в рамках шоу, организованного телеканалом Showtime, главным событием которого был бой Константин Цзю — Октай Уркал.

### 3 ноября2001Константин Цзю—Заб Джуда
- Место проведения:  MGM Grand, Лас-Вегас, Невада, США
- Результат: Победа Цзю техническим нокаутом во 2-м раунде в 12-раундовом бою
- Статус: Чемпионский бой за титул WBC в 1-м полусреднем весе (5-я защита Цзю); чемпионский бой за титул WBA в 1-м полусреднем весе (2-я защита Цзю); чемпионский бой за титул IBF в 1-м полусреднем весе (6-я защита Джуды);
- Рефери: Джей Нейди[англ.]
- Счёт судей: Дуэйн Форд (9—10), Джон Кин (9—10), Глен Хамада (9—10) — все в пользу Джуды
- Время: 2:59
- Вес: Цзю 63,50 кг; Джуда 63,30 кг
- Трансляция: Showtime

В ноябре 2001 года состоялся бой за звание абсолютного чемпиона в 1-м полусреднем весе между Забом Джудой и Константином Цзю. В середине 1-го раунда Джуда выбросил левый апперкот в челюсть россиянина. Джуда попытался развить успех, но россиянин заклинчевал. В конце 1-го раунда Джуда провёл левый хук в челюсть. Цзю вновь заклинчевал, спасаясь от атаки. В самом конце 2-го раунда Цзю провёл правый кросс в голову американца, и тот упал на канвас. Джуда сразу поднялся и тут же упал во 2-й раз. Рефери Джей Нейди остановил бой. Не согласный с этим Джуда яростно протестовал, устроив истерику на ринге .

### 13 июля2002Заб Джуда —Омар Габриэль Вейс
- Место проведения:  Сэмс Таун Касино, Туника, Миссисипи, США
- Результат: Победа Джуды единогласным решением в 10-раундовом бою
- Статус: Рейтинговый бой
- Рефери: Фред Стайнвайндер III
- Счёт судей: Элмо Адольф (97—93), Рэнди Филлипс (97—92), Дэвид Таранто (96—93) — все в пользу Джуды
- Вес: Джуда 66,60 кг; Вейс 66,30 кг
- Трансляция: Showtime
- Счёт неофициальных судей: Рэнди Хэммонс (77—75 Джуда), Джим Масилак (77—74 Джуда), Джефф Янг (75—76 Вейс) — все оценки после 8-го раунда

В июле 2002 года Джуда вышел на ринг против аргентинца Омара Габриэля Вейса. Вейс уступал в классе Джуде, но тем не менее оказал сопротивление. Аргентинец постоянно шёл вперёд, однако часто выбрасывал удары мимо. По итогам 10 раундов судьи единогласным решением объявили победителем Заба Джуду.

### 12 июля2003Заб Джуда —Демаркус Корли
- Место проведения:  Орлеанс Хотел энд Касино, Лас-Вегас, Невада, США
- Результат: Победа Джуды раздельным решением в 12-раундовом бою
- Статус: Чемпионский бой за титул WBO в 1-м полусреднем весе (3-я защита Корли)
- Рефери: Джо Кортес
- Счёт судей: Дуэйн Форд (113—115 Корли), Чак Джиампа (115—112 Джуда), Майкл Перник (115—113 Джуда)
- Вес: Джуда 63,50 кг; Корли 63,30 кг
- Трансляция: HBO
- Счёт неофициального судьи: Харольд Ледерман (116—111 Джуда)

В июле 2003 года Джуда встретился с чемпионом мира в 1-м полусреднем весе по версии WBO Демаркусом Корли. В конце 3-го раунда Джуда провёл левый кросс в челюсть чемпиону. Корли бравируя, опустил руки. Претендент тут же добавил 2-й левый кросс в открытую челюсть. Корли падая, схватился за Джуду и упал вместе с ним. Рефери отсчитал чемпиону нокдаун. Корли поднялся на счёт 8. По итогам 12 раундов судьи раздельным решением отдали победу Забу Джуде.

### 13 декабря2003Заб Джуда —Хайме Ранхель
- Место проведения:  Боардуолк Холл, Атлантик-Сити, Нью-Джерси, США
- Результат: Победа Джуды нокаутом в 1-м раунде в 12-раундовом бою
- Статус: Чемпионский бой за титул WBO в 1-м полусреднем весе (1-я защита Джуды)
- Рефери: Фрэнк Каппуччино[англ.]
- Время: 1:12
- Вес: Джуда 63,50 кг; Ранхель 63,50 кг
- Трансляция: Kingvision

В декабре 2003 года Джуда встретился с колумбийцем Хайме Ранхелем. В середине 1-го раунда Джуда провёл левый хук в челюсть претендента. Ранхель рухнул на канвас. Претендент на счёт 10 всё ещё находился в горизонтальном положении. Рефери зафиксировал нокаут.

### 10 апреля2004Кори Спинкс—Заб Джуда
- Место проведения:  Мандалай-Бэй, Лас-Вегас, Невада, США
- Результат: Победа Спинкса единогласным решением в 12-раундовом бою
- Статус: Чемпионский бой за звание чемпиона мира по версии WBC в полусреднем весе (1-я защита Спинкса); чемпионский бой за звание чемпиона мира по версии WBA в полусреднем весе (1-я защита Спинкса); чемпионский бой за звание чемпиона мира по версии IBF в полусреднем весе (2-я защита Спинкса)
- Рефери: Джо Кортес
- Счёт судей: Дейв Моретти (114—112), Даг Таккер (116—111), Чак Джиампа (114—112) — все в пользу Спинкса
- Вес: Спинкс 66,20 кг; Джуда 66,70 кг
- Трансляция: HBO
- Счёт неофициального судьи: Харольд Ледерман (113—113)

В апреле 2004 года с состоялся бой между Забом Джудой и абсолютным чемпионом в полусреднем весе Кори Спинксом. В середине 11-го раунда Спинкс выбросил двойку в голову противника. Джуда ответил такой же двойкой. Спинкс сразу же в контратаке провёл левый кросс. Джуда, пытаясь уклониться, упал, но тут же встал. Рефери отсчитал нокдаун. Спинкс не смог развить успех. В конце 12-го раунда Джуда провёл левый встречный хук. Спинкс упал на канвас. Он поднялся на счёт 4. Джуда попытался его добить, но Спинкс смог спастись в клинчах. В близком бою Джуда проиграл по очкам.

### 15 мая2004Заб Джуда —Рафаэль Пинеда
- Место проведения:  Мандалай-Бэй, Лас-Вегас, Невада, США
- Результат: Победа Джуды раздельным решением в 12-раундовом бою
- Статус: Отборочный бой за звание чемпиона мира по версии WBO в полусреднем весе
- Рефери: Норм Бадден
- Счёт судей: Ричард (в бою его представили как Дик) Хак (114—113 Джуда), Патрисия Морс Джарман (115—112 Джуда), Пол Смит (112—115 Пинеда)
- Вес: Джуда 66,70 кг; Пинеда 66,70 кг
- Трансляция: HBO PPV
- Счёт неофициального судьи: Харольд Ледерман (115—112 Джуда)

В мае 2004 года состоялся отборочный бой за титул WBO в полусреднем весе между Забом Джудой и колумбийцем Рафаэлем Пинедой. В середине 7-го раунда Джуда провёл несколько крюков в голову противника. Пинеда попытался заклинчевать, но упал. Рефери не счёл это нокдауном. Джуда форсировал события, выбросив несколько акцентированных крюков в голову. Пинеда под градом ударов рухнул на канвас. Он поднялся на счёт 4. Джуда попытался добить противника, но Пинеда смог спастись в клинчах. По итогам 12-раундов судьи раздельным решением отдали победу Джуде. Комментатор HBO Ларри Мерчант сказал, что по его мнению бой закончился вничью. Поединок проходил в рамках шоу, организованного телеканалом HBO, главным событием которого был 2-й бой Антонио Тарвер — Рой Джонс.

### 2 октября2004Заб Джуда —Уэйн Мартелл
- Место проведения:  Мэдисон-сквер-гарден, Нью-Йорк, США
- Результат: Победа Джуды техническим нокаутом в 1-м раунде в 12-раундовом бою
- Статус: Рейтинговый бой
- Рефери: Бенджи Эстевес-младший
- Время: 2:08
- Вес: Джуда 66,70 кг; Мартелл 66,30 кг
- Трансляция: HBO PPV

В октябре 2004 года Заб Джуда встретился с Уэйном Мартеллом. Первые 30 секунд шла перестрелка джебами. Затем Джуда провёл левый крюк в голову, но нечисто, а затем повторил этот же удар точно в челюсть, и противник упал. Мартелл встал на счёт 3. После возобновления поединка Джуда бросился добивать противника. Мартелл попытался контраковать, однако сам пропустил несколько ударов, последний из которых был правый хук, после чего вновь оказался на канвасе. Мартелл встал на счёт 2. Чуть ниже правого глаза у него образовалось рассечение. Джуда вновь бросился добивать и провёл серию крюков в верхнюю часть головы. Мартелл вновь оказался на полу. Это был явный флеш-нокдаун. Мартелл сразу же вскочил, попытавшись продолжить бой, но он вынужден был выслушать счёт до конца. Бой продолжился и в обоюдной сумбурной атаке Мартелл низко наклонился. Рефери решил, что он дотронулся до пола, и отсчитал нокдаун, на этот раз 4-й. К этому времени рассечение у Мартелла стало сильно кровоточить. После продолжения боя Джуда вновь набросился на противника. На этот раз он провёл несколько сильных и прицельных хуков с обеих рук. Мартелл зашатался. Джуда ещё раз провёл прицельную серию. Мартелл вновь упал. На этот раз рефери не стал считать и прекратил бой. Поединок проходил в рамках шоу, организованного телеканалом HBO, главным событием которого был бой Феликс Тринидад — Рикардо Майорга.

### 5 февраля2005Заб Джуда —Кори Спинкс(2-й бой)
- Место проведения:  Сэвис-центр, Сент-Луис, Миссури, США
- Результат: Победа Джуды техническим нокаутом в 9-м раунде в 12-раундовом бою
- Статус: Чемпионский бой за титул WBC в полусреднем весе (3-я защита Спинкса); чемпионский бой за титул WBA в полусреднем весе (3-я защита Спинкса); чемпионский бой за титул IBF в полусреднем весе (4-я защита Спинкса)
- Рефери: Армандо Гарсия
- Счёт судей: Джозеф Паскуале (78—74), Гарри Мерритт (79—73), Том Качмарек (77—75) — все в пользу Джуды
- Время: 2:49
- Вес: Джуда 66,20 кг; Спинкс 66,70 кг
- Трансляция: Showtime
- Счёт неофициальных судей: Кэмерон Холлуэй (77—75), Грег Леон (77—75), Людо Саенс (77—75) — все в пользу Джуды

В феврале 2005 года состоялся 2-й бой между Забом Джудой и Кори Спинксом. Ближе к концу 9-го раунда Джуда длинным левым крюком попал в челюсть застоявшегося Спинкса. Спинкс сразу же зашатался. Джуда принялся его добивать, обрушив град ударов. Спинкс упал на канвас. Он поднялся на счёт 3. После продолжения боя претендент продолжил атаку. Чемпион начал клинчевать. За 20 секунд до конца раунда Джуда зажал Спинкса в углу, и обратил внимание рефери на беспомощность противника. Рефери велел продолжать бой. Спинкс выбрался из угла, но тут же оказался в другом углу. Джуда провёл несколько точных ударов и рефери остановил поединок. Заб Джуда стал новым абсолютным чемпионом в полусреднем весе.

### 14 мая2005Заб Джуда —Косме Ривера
- Место проведения:  MGM Grand, Лас-Вегас, Невада, США
- Результат: Победа Джуды техническим нокаутом в 3-м раунде в 12-раундовом бою
- Статус: Чемпионский бой за титул WBC в полусреднем весе (1-я защита Джуды); чемпионский бой за титул WBA в полусреднем весе (1-я защита Джуды); чемпионский бой за титул IBF в полусреднем весе (1-я защита Джуды)
- Рефери: Джо Кортес
- Счёт судей: Чак Джиампа (20—16), Пол Смит (20—16), Барт Клементс (20—16) — все в пользу Джуды
- Время: 2:11
- Вес: Джуда 66,50 кг; Ривера 66,22 кг
- Трансляция: HBO PPV

В мае 2005 года Джуда вышел на ринг против мексиканца Косме Риверы. Бой носил односторонний характер. В начале 1-го раунда Джуда провёл левый кросс в подбородок противника. Мексиканец упал на канвас, но сразу поднялся. После возобновления боя Джуда бросился на Риверу и выбросил двойку в голову. Мексиканец вновь упал, но сразу поднялся. Джуда попытался добить противника, но мексиканец смог выстоять. В конце 3-го раунда Джуда провёл двойку в голову мексиканца, и тот упал на пол. Он смог подняться, но опирался на канаты. Рефери посчитал немного, и остановил бой. Ривера выразил недовольство остановкой, но спорить не стал. Поединок проходил в рамках шоу, организованного телеканалом HBO, главным событием которого был бой Рональд Райт — Феликс Тринидад.

### 7 января2006Карлос Мануэль Бальдомир—Заб Джуда
- Место проведения:  Мэдисон-сквер-гарден, Нью-Йорк, США
- Результат: Победа Бальдомира единогласным решением в 12-раундовом бою
- Статус: Чемпионский бой за титул WBC в полусреднем весе (2-я защита Джуды)
- Рефери: Артур Мерканте младший
- Счёт судей: Гуидо Каваллери (113—115), Мельвина Латан (112—115), Джули Ледерман (113—114) — все в пользу Бальдомира
- Вес: Джуда 66,60 кг; Бальдомир 66,30 кг
- Трансляция: Showtime
- Счёт неофициальных судей: Чак Джонсон (105—103), Грег Леон (105—103), Франклин Макнейл (106—102) — все в пользу Джуды; все оценки после 11-го раунда

В январе 2006 года Джуда встретился с малоизвестным аргентинцем Карлосом Мануэлем Бальдомиром. На кону стоял только титул WBC, так как Бальдомиру не хватило денег на санкционирование боя двумя другими организациями — WBA и IBF. В начале боя Джуда вёл, но после середины боя доминировал Бальдомир. По окончании боя единогласным решением судей победителем был объявлен Бальдомир. На картах неофициальных судей телеканала Showtime после 11-го раунда победителем значился Заб Джуда. Тем не менее решение не было скандальным. Бой был признал апсетом года по версии журнала «Ринг». Из-за того что Джуда проиграл Бальдомиру WBA лишила его своего пояса.

### 8 апреля2006Флойд Мейвезер—Заб Джуда
- Место проведения:  Томас энд Мэк Центр, Лас-Вегас, Невада, США
- Результат: Победа Мейвезера единогласным решением в 12-раундовом бою
- Статус: Чемпионский бой за титул IBF в полусреднем весе (2-я защита Джуды); чемпионский бой за вакантный титул IBO в полусреднем весе
- Рефери: Ричард Стил
- Счёт судей: Глен Хамада (119—109), Дэйв Моретти (116—112), Джерри Рот (117—111) — все в пользу Мейвезера
- Вес: Мейвезер 66,20 кг; Джуда 66,00 кг
- Трансляция: HBO PPV
- Счёт неофициального судьи: Харольд Ледерман (116—112 Мейвезер)

В апреле 2006 года состоялся бой двух технарей Флойда Мейвезера и чемпиона мира в полусреднем весе по версии IBF Заба Джуды. По началу Джуда имел небольшое преимущество, но ближе к концу боя у него подсела скорость. В 10-м раунде Джуда ударил противника ниже пояса, а потом ещё и по затылку. На ринг выбежали люди из углов Мейвезера и Джуды. Завязалась потасовка. Полиции удалось очистить ринг. Бой продолжился. Мейвезер одержал победу по очкам.

### 13 апреля2007Заб Джуда —Рубен Гальван
- Место проведения:  Фицджеральд Касино энд Хотел, Туника, Миссисипи, США
- Результат: Несостоявший бой, закончился в 1-м раунде в 10-раундовом бою
- Статус: Рейтинговый бой
- Рефери: Кит Хьюз
- Время: 1:12
- Вес: Джуда 66,70 кг; Гальван 65,30 кг
- Трансляция: ESPN2

В апреле 2007 года Джуда встретился с Рубеном Гальваном. В начале 1-го раунда Джуда набросился на противника, обрушив град ударов. Джуда провёл несколько крюков и апперкотов в голову. Гальван спасаясь от атаки вошёл в клинч. Рефери разнял бойцов. У Гальвана было рассечение над правым глазом. Рефери отвёл его к врачу. Доктор посоветовал прекратить бой. Рефери прекратил поединок. Официальная формулировка итога бой — бой был объявлен несостоявшимся из-за рассечения, вызванного столкновения головами. Комментаторы ESPN удивились остановке боя, так как никакого столкновения головами не было. Рассечение было следствием ударов Джуды.

### 9 июня2007Мигель Анхель Котто—Заб Джуда
- Место проведения:  Мэдисон-сквер-гарден, Нью-Йорк, США
- Результат: Победа Котто техническим нокаутом в 11-м раунде в 12-раундовом бою
- Статус: Чемпионский бой за титул WBA в полусреднем весе (2-я защита Котто)
- Рефери: Артур Мерканте младший
- Счёт судей: Том Шрек (97—91), Джон Маккай (97—91), Нельсон Васкес (97—91) — все в пользу Котто
- Время: 0:49
- Вес: Котто 65,80 кг; Джуда 66,50 кг
- Трансляция: HBO PPV
- Счёт неофициального судьи: Харольд Ледерман (97—91 Котто)

В июне 2007 года Джуда вышел на ринг против чемпиона мира в полусреднем весе по версии WBA пуэрториканца Мигеля Анхеля Котто. В середине 3-го раунда Котто провёл левый хук в пах. Джуда согнулся и упал на настил. Рефери снял с пуэрториканца очко. В начале 11-го раунда Котто провёл в голову правый хук, затем левый апперкот и правый хук вскользь. Джуда упал на настил. Он поднялся на счёт 5. Котто продолжил атаковать. Джуда вошёл в клинч. Рефери разнял бойцов. Котто опять пошёл в атаку. Джуда пропустил несколько ударов, и попытался уйти от атаки. В это время рефери форсировал события и остановил бой. Джуда решение не оспаривал.

### 7 сентября2007Заб Джуда —Эдвин Васкес
- Место проведения:  Хард Рок Касино, Билокси, Миссисипи, США
- Результат: Победа Джуды единогласным решением в 10-раундовом бою
- Статус: Рейтинговый бой
- Рефери: Билл Клэнси
- Счёт судей: Реймонд Вайт (100—90), Ларри Ингл (98—93), Дэвид Таранто (97—93) — все в пользу Джуды
- Вес: Джуда 67,50 кг; Васкес 67,50 кг
- Трансляция: ESPN2
- Счёт неофициального судьи: Тедди Атлас (98—92 Джуда)

В сентябре 2007 года Джуда вышел на ринг против пуэрториканца Эдвина Васкеса. Джуда доминировал весь бой и победил единогласным решением судей.

### 17 ноября2007Заб Джуда —Райан Дэвис
- Место проведения:  Касабланка Касино, Провиденсьялес, Теркс и Кайкос
- Результат: Победа Джуды единогласным решением в 12-раундовом бою
- Статус: бой за вакантный титул IBC в 1-м среднем весе
- Рефери: Рэнди Филлипс
- Счёт судей: 119—109, 119—109, 118—110 — все в пользу Джуды
- Вес: Джуда 68,20 кг; Дэвис 69,70 кг
- Трансляция: CSS

В ноябре 2007 года Джуда вышел на ринг против Райана Дэвиса. Джуда уверенно победил по очкам.

### 2 августа2008Джошуа Клотти —Заб Джуда
- Место проведения:  Палмс Касино, Лас-Вегас, Невада,США
- Результат: Победа Клотти единогласным техническим решением в 9-м раунде в 12-раундовом бою
- Статус: Чемпионский бой за вакантный титул IBF в полусреднем весе
- Рефери: Роберт Бёрд
- Счёт судей: Дуэйн Форд (87—84), Гленн Троубридж (86—85), Джордж Хилл (86—85) — все в пользу Клотти; все оценки с учётом незавершённого 9-го раунда
- Время: 1:12
- Вес: Клотти 65,80 кг; Джуда 66,50 кг
- Трансляция: HBO BAD
- Счёт неофициального судьи: Харольд Ледерман (77—75 Клотти)

В августе 2008 состоялся бой за вакантный титул IBF в полусреднем весе между Забом Джудом и ганцем Джошуа Клотти. В бою Джуда получил рассечение над правым глазом. В середине 9-го раунда после очередного столкновения головами рефери приостановил бой и направил Джуду к врачу. Доктор осмотрел повреждение боксёра и рекомендовал остановить бой. Победитель определялся подсчётом очков по итогам девяти раундов. Единогласным техническим решением победу отдали Клотти.

### 8 ноября2008Заб Джуда —Эрнест Джонсон
- Место проведения:  Мэдисон-сквер-гарден, Нью-Йорк, США
- Результат: Победа Джуды единогласным решением в 10-раундовом бою
- Статус: Рейтинговый бой
- Рефери: Стив Смогер
- Счёт судей: Дон Трелла (99—91), Джордж ДеГэбриел (98—92), Тони Паолилло (98—92) — все в пользу Джуды
- Вес: Джуда 65,45 кг; Джонсон 65,31 кг
- Трансляция: HBO PPV
- Счёт неофициального судьи: Харольд Ледерман (100—90 Джуда)

В ноябре 2008 года Джуда вышел на ринг против малоизвестного Эрнеста Джонсона. Бывший чемпион был быстрее, точнее и больше выбрасывал ударов. По окончании боя все судьи отдали победу Забе Джуде. Поединок проходил в рамках шоу, организованного телеканалом HBO, главным событием которого был бой Джо Кальзаге — Рой Джонс.

### Возможный бой Заб Джуда — Мэттью Хаттон
В сентябре 2009 года Джуда должен был встретиться с британцем Мэттью Хаттоном, младшим братом Рикки Хаттона, в андеркарте боя Флойд Мейвезер — Хуан Мануэль Маркес. Но Джуда и Хаттон не смогли договориться, в какой весовой категории они будут боксировать.

### Возможный бой Заб Джуда — Антонио Диас
В связи с отказом на бой с Мэттью Хаттоном, его должен был заменить Антонио Диас. Джуда отказался от боя, объяснив это тем, что Диас — недостойный соперник.

### 6 ноября2009Заб Джуда —Убальдо Эрнандес
- Место проведения:  Palms Casino Resort, Лас-Вегас, Невада, США
- Результат: Победа Джуды техническим нокаутом во 2-м раунде в 10-раундовом бою
- Статус: Рейтинговый бой
- Рефери: Джо Кортес
- Время: 0:35
- Вес: Джуда 65,80; Эрнандес 65,80
- Трансляция:

В ноябре 2009 года Джуда встретился с джорнименом Убальдо Эрнандесом. В 1-м раунде Джуда ударом в корпус послал Эрнандеса на канвас. Во 2-м раунде Джуда добил Эрнандеса серией ударов, после чего рефери остановил поединок.

### 16 июля2010Заб Джуда —Хосе Армандо Санта Крус
- Место проведения:  Пруденшал-центр, Ньюарк, Нью-Джерси, США
- Результат: Победа Джуды техническим нокаутом в 3-м раунде в 10-раундовом бою
- Статус: Рейтинговый бой
- Рефери: Бенджи Эстевес-младший
- Время: 2:33
- Вес: Джуда 63,96; Крус 64,86
- Трансляция: ESPN2

В июле 2010 года Джуда встретился с бывшим временным чемпионом мира в лёгком весе по версии WBC мексиканцем Хосе Армандо Санта Крусом. В 3-м раунде Джуда отправил мексиканца в тяжёлый нокдаун левым апперкотом. Крус смог подняться, но последовавшая за этим серия на добивание от Джуды вынудила рефери остановить поединок.

### 6 ноября2010Заб Джуда —Лукас Мартин Маттиссе
- Место проведения:  Пруденшал-центр, Ньюарк, Нью-Джерси, США
- Результат: Победа Джуды раздельным решением в 12-раундовом бою
- Статус: Рейтинговый бой;
- Рефери: Эрл Браун
- Счёт судей: Джозеф Паскуале 114—113 — Джуда, Хилтон Уитакер 114—113 — Джуда, Валеска Рольдан 113—114 — Маттиссе
- Вес: Джуда 63,05; Маттиссе 63,50
- Трансляция: HBO

В ноябре 2010 года Джуда встретился с непобеждённым аргентинцем Лукасом Мартином Маттиссе. Первые 9 раундов проходили в тактической борьбе, лучше в которой выглядел Джуда. Заб больше внимания уделял голове противника, тогда как Маттиссе сконцентрировался на корпусе. В 10-м раунде Маттиссе отправил Джуду в нокдаун мощным ударом в голову, и до конца поединка был настроен только на досрочную победу, охотясь за Забом в 11-м и 12-м раундах. По итогам 12 раундов мнения судей разделились: двое отдали победу Джуде с одинаковым счётом 114—113, тогда как третий с тем же счётом отдал предпочтение Маттиссе.

### 5 марта2011Заб Джуда —Кайзер Мабуза
- Место проведения:  Пруденшал-центр, Ньюарк, Нью-Джерси, США
- Результат: Победа Джуды техническим нокаутом в 7-м раунде в 12-раундовом бою
- Статус: Чемпионский бой за вакантный титул IBF в 1-м полусреднем весе
- Рефери: Сэмюэл Вирует
- Время: 0:59
- Вес: Джуда 62,6; Мабуза 63,0
- Трансляция:

В марте 2011 года Джуда встретился с южноафриканским боксёром Кайзером Мабузой. На кону стоял вакантный титул чемпиона мира по версии IBF в 1-м полусреднем весе. Джуда очень осторожно начал поединок и выбрасывал небольшое количество ударов, в то время как его соперник действовал более активно. В конце 4-го раунда Мабуза несильно задел Джуду ударом справа, Заб слегка коснулся перчаткой пола и ему был отсчитан нокдаун. Джуда выразил несогласие. В начале 7-го раунда, находясь в углу, Джуда нанёс Мабузе точный удар в подбородок и тот повис на канатах, едва не вывалившись за пределы ринга. После отсчёта рефери южноафриканец так и не пришёл в себя, он оставался на ногах, но был явно не в состоянии продолжать поединок. Несмотря на это, рефери дал Мабузе шанс продолжить бой, но последующие за этим несколько яростных атак на добивание Джуды вынудило его вмешаться снова и зафиксировать победу Заба техническим нокаутом.

### 23 июля2011Амир Хан —Заб Джуда
- Место проведения:  Мандалай-Бэй, Лас-Вегас, Невада, США
- Результат: Победа Хана нокаутом в 5-м раунде в 12-раундовом бою
- Статус: Чемпионский бой за титул WBA в 1-м полусреднем весе (5-я защита Хана); чемпионский бой за титул IBF в 1-м полусреднем весе (1-я защита Джуды)
- Рефери: Вик Дракулич
- Время: 2:47
- Вес: Хан 63,5; Джуда 63,5
- Трансляция: HBO

В июле 2011 года Джуда в объединительном бою встретился с чемпионом мира в 1-м полусреднем весе по версии WBA Амиром Ханом. Хан захватил преимущество с 1-го раунда поединка, выглядел быстрее и осмысленнее своего соперника, не позволяя слишком осторожному и не работающему на атаку Джуде перехватить инициативу. Джуда никак не мог найти нужную дистанцию и практически не наносил ударов слева. С каждым раундом преимущество Хана становилось все более очевидным. После 4-х раундов полного доминирования, в самом конце 5-й трёхминутки, Хан нанёс Джуде удар по линии трусов, после которого Заб опустился на колени, схватившись за пах, и не смог встать до окончания отсчёта рефери. Заб попытался протестовать после того, как ему был произведён отсчёт, уверяя рефери, что удар пришёлся ниже пояса, однако последний был непреклонен, засчитав Джуде поражение нокаутом. На повторе было заметно, что удар был нанесён ниже пояса, однако результат боя был оставлен без изменений. Хан объединил титулы.

### 24 марта2012Заб Джуда —Вернон Пэрис
- Место проведения:  Aviator Sports Complex, Бруклин, Нью-Йорк, США
- Результат: Победа Джуды техническим нокаутом в 9-м раунде в 12-раундовом бою
- Статус: Бой за звание официального претендента на титул IBF в 1-м полусреднем весе
- Рефери: Стив Уиллис
- Время: 2:27
- Вес: Джуда 62,6; Пэрис 62,6
- Трансляция: NBC

В марте 2012 года Джуда в отборочном бою встретился с Верноном Пэрисом, который был моложе Джуды на 10 лет. Уже в 1-м раунде Джуда едва не победил досрочно, несколько раз потряс соперника. В дальнейшем преимущество Заба не вызывало сомнений, особенно если он не давал сопернику сближаться: Джуда на кураже легко перерабатывал Пэриса с дистанции, будучи более аккуратным, быстрым и активным. Финиш наступил в 9-м раунде, когда Джуде удалось в очередной раз крепко зацепить оппонента. Джуда не отпустил Пэриса, а брутально забил его в углу многоударной серией до отмашки рефери.

### 27 апреля 2013Дэнни Гарсия —Заб Джуда
- Место проведения: Барклайс-центр, Бруклин, Нью-Йорк, США
- Результат: Победа Гарсии единогласным решением в 12-раундовом бою
- Статус: Чемпионский бой за титул WBC в 1-м полусреднем весе (3-я защита Гарсии); Чемпионский бой за «супертитул» WBA в 1-м полусреднем весе (2-я защита Гарсии)
- Рефери: Стив Смогер
- Счёт судей: 116—111, 114—112, 115—112 — Все в пользу Гарсии
- Вес: Гарсия 63,4 кг; Джуда 63,5 кг
- Трансляция: Showtime

В апреле 2013 года Джуда встретился с обладателем титулов чемпиона мира WBC и суперчемпиона мира WBA Дэнни Гарсией. Первые пять раундов проходили в относительно равной борьбе с небольшим количеством опасных моментов, однако в 6-м ход поединка сильно изменился — Гарсия начал часто попадать мощными ударами и потрясать Джуду. В 8-м раунде Гарсия отправил Джуду в нокдаун. Но Джуда сумел восстановиться и переломить ход боя, и уже в свою очередь начал наносить мощные удары, потрясающие Гарсию. Вторая половина поединка выдалась значительно более активной и зрелищной, чем первая. По итогам 12 раундов судьи единогласным решением отдали победу Дэнни Гарсии.

## Результаты боёв
В таблице перечислены результаты всех поединков боксёров.
В каждой строке указан результат поединка. Дополнительно номер поединка обозначен цветом, который обозначает итог поединка. Расшифровка обозначений и цветов представлена в нижеследующей таблице.
| Пример | Расшифровка                     |
| ------ | ------------------------------- |
|        | Победа                          |
|        | Ничья                           |
|        | Поражение                       |
|        | Планируемый поединок            |
|        | Поединок признан несостоявшимся |
| КО     | Нокаут                          |
| ТКО    | Технический нокаут              |
| PTS    | Решение судей (по очкам)        |
| UD     | Единогласное решение судей      |
| MD     | Решение большинства судей       |
| SD     | Раздельное решение судей        |
| RTD    | Отказ от продолжения боя        |
| DQ     | Дисквалификация                 |
| NC     | Поединок признан несостоявшимся |

| №  | Дата             | Соперник                 | Рекорд  | Вес             | Рефери                | Место                                                          | Результат             | Время/Счёт судей          | Статус |
| -- | ---------------- | ------------------------ | ------- | --------------- | --------------------- | -------------------------------------------------------------- | --------------------- | ------------------------- | --- |
| 56 | 7 июня 2019      | Клетус Селдин            | 23-1    | 1-й полусредний | Чарли Фитч            | Turning Stone Resort Casino, Вернона, США                      | Поражение TKO 11 (12) | 1:40                      | Чемпионский бой за вакантный титул NABA.                                                                                     |
| 55 | 27 января 2018   | Ноэль Меджия Ринкон      | 21-13-1 | 1-й полусредний | Джоэл Скоби           | Грей Игл Резорт энд Казино, Калгари, Канада                    | Победа UD 10          | 99-91, 99-91, 99-91       | |
| 54 | 21 января 2017   | Хорхе Луис Мунгия        | 12-7-0  | Полусредний     | Рональд Али Башир     | Трентон, Нью-Джерси, США                                       | Победа TKO 2 (10)     | 1:27                      | |
| 53 | 7 декабря 2013   | Пол Малиньяджи           | 32-5-0  | Полусредний     | Майк Ортега           | Барклайс-центр, Бруклин, Нью-Йорк, США                         | Поражение UD 12       | 111-116, 110—117, 110—117 | Бой за титул NABF. |
| 52 | 27 апреля 2013   | Дэнни Гарсия             | 26-0-0  | 1-й полусредний | Стив Смогер           | Барклайс-центр, Бруклин, Нью-Йорк, США                         | Поражение UD 12       | 116-111, 114—112, 115—112 | Чемпионский бой за титул WBC; Чемпионский бой за "супертитул" WBA.                                                           |
| 51 | 24 марта 2012    | Вернон Пэрис             | 26-0-0  | 1-й полусредний | Стив Уиллис           | Aviator Sports Complex, Бруклин, Нью-Йорк, США                 | Победа TKO 9 (12)     | 2:27                      | Отборочный бой за звание официального претендента на титул IBF.                                                              |
| 50 | 23 июля 2011     | Амир Хан                 | 25-1-0  | 1-й полусредний | Вик Дракулич          | Мандалай-Бэй, Лас-Вегас, Невада, США                           | Поражение KO 5 (12)   | 2:47                      | Чемпионский бой за супертитул WBA; Чемпионский бой за титул IBF.                                                             |
| 49 | 5 марта 2011     | Кайзер Мабуза            | 23-6-3  | 1-й полусредний | Сэмюэл Вирует         | Пруденшал-центр, Ньюарк, Нью-Джерси, США                       | Победа TKO 7 (12)     | 0:59                      | Чемпионский бой за вакантный титул IBF.                                                                                      |
| 48 | 6 ноября 2010    | Лукас Мартин Маттиссе    | 27-0-0  | 1-й полусредний | Эрл Браун             | Пруденшал-центр, Ньюарк, Нью-Джерси, США                       | Победа SD 12          | 114-113, 114—113, 113—114 | Чемпионский бой за вакантный титул WBO NABO; Отборочный бой за 2-е место в рейтингах IBF и WBO.                              |
| 47 | 16 июля 2010     | Хосе Армандо Санта Крус  | 28-4-0  | 1-й полусредний | Бенджи Эстевес мл.    | Пруденшал-центр, Ньюарк, Нью-Джерси, США                       | Победа TKO 3 (10)     | 2:33                      | Рейтинговый бой. |
| 46 | 6 ноября 2009    | Убальдо Эрнандес         | 22-19-2 | Полусредний     | Джо Кортес            | Palms Casino Resort, Лас-Вегас, Невада, США                    | Победа TKO 2 (10)     | 0:35                      | Рейтинговый бой. |
| 45 | 8 ноября 2008    | Эрнест Джонсон           | 18-2-1  | Полусредний     | Стив Смогер           | Мэдисон-сквер-гарден, Нью-Йорк, США                            | Победа UD 10          | 99-91, 98-92, 98-92       | Рейтинговый бой. |
| 44 | 2 августа 2008   | Джошуа Клотти            | 34-2-0  | Полусредний     | Роберт Бёрд           | Palms Casino Resort, Лас-Вегас, Невада, США                    | Поражение TD 9 (12)   | 84-87, 85-86, 85-86       | Чемпионский бой за вакантный титул IBF.                                                                                      |
| 43 | 17 ноября 2007   | Райан Дэвис              | 20-6-2  | 1-й средний     | Рэнди Филлипс         | Casablanca Casino, Провиденсьялес, Теркс и Кайкос              | Победа UD 12          | 119-109, 119—109, 118—110 | Чемпионский бой за вакантный титул IBC.                                                                                      |
| 42 | 7 сентября 2007  | Эдвин Васкес             | 22-10-2 | Полусредний     | Билл Клэнси           | Hard Rock Casino, Билокси, Миссисипи, США                      | Победа UD 10          | 100-90, 98-93, 97-93      | Рейтинговый бой. |
| 41 | 9 июня 2007      | Мигель Котто             | 29-0-0  | Полусредний     | Артур Мерканте мл.    | Мэдисон-сквер-гарден, Нью-Йорк, США                            | Поражение TKO 11 (12) | 0:49                      | Чемпионский бой за титул WBA.                                                                                                |
| 40 | 13 апреля 2007   | Рубен Гальван            | 27-11-2 | Полусредний     | Кит Хьюз              | Fitzgerald’s Casino & Hotel, Туника, Миссисипи, США            | NC 1 (10)             |                           | Рейтинговый бой. |
| 39 | 8 апреля 2006    | Флойд Мейвезер           | 35-0-0  | Полусредний     | Ричард Стил           | Thomas & Mack Center, Лас-Вегас, Невада, США                   | Поражение UD 12       | 109-119, 112—116, 111—117 | Чемпионский бой за титул IBF; Чемпионский бой за вакантный титул IBO.                                                        |
| 38 | 7 января 2006    | Карлос Мануэль Бальдомир | 41-9-6  | Полусредний     | Артур Мерканте мл.    | Мэдисон-сквер-гарден, Нью-Йорк, США                            | Поражение UD 12       | 113-115, 112—115, 113—114 | Чемпионский бой за титул WBC.                                                                                                |
| 37 | 14 мая 2005      | Косме Ривера             | 28-7-2  | Полусредний     | Джо Кортес            | MGM Grand, Лас-Вегас, Невада, США                              | Победа TKO 3 (12)     | 2:11                      | Чемпионский бой за титул WBC; Чемпионский бой за супертитул WBA; Чемпионский бой за титул IBF.                               |
| 36 | 5 февраля 2005   | Кори Спинкс              | 34-2-0  | Полусредний     | Армандо Гарсия        | Сэвис-центр, Сент-Луис, Миссисипи, США                         | Победа TKO 9 (12)     | 2:49                      | Чемпионский бой за титул WBC; Чемпионский бой за супертитул WBA; Чемпионский бой за титул IBF.                               |
| 35 | 2 октября 2004   | Уэйн Мартелл             | 24-2-0  | Полусредний     | Бенджи Эстевес мл.    | Мэдисон-сквер-гарден, Нью-Йорк, США                            | Победа TKO 1 (12)     | 2:08                      | Чемпионский бой за интерконтинентальный титул WBO.                                                                           |
| 34 | 15 мая 2004      | Рафаэль Пинеда           | 38-5-0  | Полусредний     | Норм Бадден           | Мандалай-Бэй, Лас-Вегас, Невада, США                           | Победа SD 12          | 114-113, 115—112, 112—115 | Чемпионский бой за вакантный интерконтинентальный титул WBO; Отборочный бой за звание официального претендента на титул WBO. |
| 33 | 10 апреля 2004   | Кори Спинкс              | 32-2-0  | Полусредний     | Джо Кортес            | Мандалай-Бэй, Лас-Вегас, Невада, США                           | Поражение UD 12       | 112-114, 111—116, 112—114 | Чемпионский бой за титул WBC; Чемпионский бой за супертитул WBA; Чемпионский бой за титул IBF.                               |
| 32 | 13 декабря 2003  | Хайме Ранхель            | 30-4-1  | 1-й полусредний | Фрэнк Каппуччино      | Boardwalk Hall, Атлантик-Сити, Нью-Джерси, США                 | Победа KO 1 (12)      | 1:12                      | Чемпионский бой за титул WBO.                                                                                                |
| 31 | 12 июля 2003     | Демаркус Корли           | 28-1-1  | 1-й полусредний | Джо Кортес            | Orleans Hotel & Casino, Лас-Вегас, Невада, США                 | Победа SD 12          | 113-115, 115—112, 115—113 | Чемпионский бой за титул WBO.                                                                                                |
| 30 | 13 июля 2002     | Омар Габриэль Вейс       | 35-3-3  | 1-й полусредний | Фред Стайнвайндер III | Sam’s Town Casino, Туника, Миссисипи, США                      | Победа UD 10          | 97-93, 97-92, 96-93       | Рейтинговый бой. |
| 29 | 3 ноября 2001    | Костя Цзю                | 27-1-0  | 1-й полусредний | Джей Нейди            | MGM Grand, Лас-Вегас, Невада, США                              | Поражение TKO 2 (12)  | 2:59                      | Чемпионский бой за титул WBC; Чемпионский бой за супертитул WBA; Чемпионский бой за титул IBF.                               |
| 28 | 23 июня 2001     | Аллан Вестер             | 18-0-1  | 1-й полусредний | Чарльз Дуайер         | Мохеган Сан, Анкасвилл, Коннектикут, США                       | Победа KO 3 (12)      | 2:58                      | Чемпионский бой за титул IBF.                                                                                                |
| 27 | 13 января 2001   | Реджи Грин               | 33-4-0  | 1-й полусредний | Артур Мерканте        | Мохеган Сан, Анкасвилл, Коннектикут, США                       | Победа TKO 10 (12)    | 1:29                      | Чемпионский бой за титул IBF.                                                                                                |
| 26 | 20 октября 2000  | Эктор Кирос              | 31-4-1  | 1-й полусредний | Дэйл Грэбл            | Пэлас оф Оберн-Хиллс, Оберн-Хиллс, Мичиган, США                | Победа TKO 8 (12)     | 1:56                      | Чемпионский бой за титул IBF.                                                                                                |
| 25 | 5 августа 2000   | Террон Миллетт           | 22-1-1  | 1-й полусредний | Майк Ортега           | Мохеган Сан, Анкасвилл, Коннектикут, США                       | Победа TKO 4 (12)     | 2:47                      | Чемпионский бой за титул IBF.                                                                                                |
| 24 | 24 июня 2000     | Джуниор Уиттер           | 15-0-2  | 1-й полусредний | Рой Фрэнсис           | Hampden Park, Глазго, Шотландия, Великобритания                | Победа UD 12          | 116-112, 118—111, 118—110 | Чемпионский бой за титул IBF.                                                                                                |
| 23 | 12 февраля 2000  | Ян-Пит Бергман           | 38-2-0  | 1-й полусредний | Стив Смогер           | Мохеган Сан, Анкасвилл, Коннектикут, США                       | Победа KO 4 (12)      | 2:50                      | Чемпионский бой за вакантный титул IBF.                                                                                      |
| 22 | 9 июля 1999      | Дэвид Сэмпл              | 26-5-1  | 1-й полусредний | Эд Фитцджеральд       | Cape Cod Melody Tent, Хианнис, Массачусетс, США                | Победа TKO 1 (10)     | 2:27                      | Рейтинговый бой. |
| 21 | 16 апреля 1999   | Хуан Торрес              | 11-5-0  | 1-й полусредний | Фред Стайнвайндер III | Grand Casino, Туника, Миссисипи, США                           | Победа KO 1 (10)      | 1:26                      | Рейтинговый бой. |
| 20 | 16 января 1999   | Вильфредо Негрон         | 17-3-0  | 1-й полусредний | Джо Кортес            | MGM Grand, Лас-Вегас, Невада, США                              | Победа KO 4 (12)      | 1:44                      | Чемпионский бой за временный титул IBF.                                                                                      |
| 19 | 15 октября 1998  | Дэррил Тайсон            | 47-11-1 | 1-й полусредний | Джозеф Купер          | Hilton Hotel, Вашингтон (округ Колумбия), США                  | Победа TKO 11 (12)    | ?                         | Чемпионский бой за временный титул USBA.                                                                                     |
| 18 | 12 июля 1998     | Отильо Вильярреаль       | 15-6-1  | 1-й полусредний | Дик Флахерти          | Cape Cod Melody Tent, Хианнис, Массачусетс, США                | Победа TKO 2 (10)     | 3:00                      | Рейтинговый бой. |
| 17 | 7 июня 1998      | Микки Уорд               | 31-8-0  | 1-й полусредний | Хорхе Алонсо          | Miccosukee Indian Gaming Resort, Майами, Флорида, США          | Победа UD 12          | 119-109, 118—110, 118—110 | Чемпионский бой за временный титул USBA.                                                                                     |
| 16 | 14 апреля 1998   | Анхель Бельтре           | 25-9-0  | 1-й полусредний | ?                     | Foxwoods Resort, Машантакет, Коннектикут, США                  | Победа KO 2 (10)      | ?                         | Рейтинговый бой. |
| 15 | 10 марта 1998    | Эстебан Флорес           | 8-5-0   | 1-й полусредний | Кенни Шевалье         | National Guard Armory, Пайксвилль, Мэриленд, США               | NC 3 (8)              | 1:24                      | Рейтинговый бой. |
| 14 | 17 января 1998   | Стив Вальдес             | 11-20-2 | 1-й полусредний | Альберт Эрл Браун     | Convention Hall, Атлантик-Сити, Нью-Джерси, США                | Победа TKO 1 (8)      | ?                         | Рейтинговый бой. |
| 13 | 13 декабря 1997  | Энтони Джонсон           | 11-8-1  | 1-й полусредний | ?                     | Foxwoods Resort, Машантакет, Коннектикут, США                  | Победа UD 8           | ?                         | Рейтинговый бой. |
| 12 | 7 ноября 1997    | Рикардо Васкес           | 19-7-0  | 1-й полусредний | Джо Кортес            | Bally’s Las Vegas, Лас-Вегас, Невада, США                      | Победа TKO 1 (10)     | 1:35                      | Рейтинговый бой. |
| 11 | 17 октября 1997  | Рик Эдсон                | 7-5-1   | 1-й полусредний | Джеймс Санта          | Foxwoods Resort, Машантакет, Коннектикут, США                  | Победа UD 6           | 60-51, 60-51, 60-51       | Рейтинговый бой. |
| 10 | 3 октября 1997   | Джеймс Салава            | 4-5-0   | 1-й полусредний | ?                     | Tropicana Hotel & Casino, Атлантик-Сити, Нью-Джерси, США       | Победа TKO 1 (6)      | ?                         | Рейтинговый бой. |
| 9  | 24 августа 1997  | Сесар Кастро             | 6-11-1  | 1-й полусредний | ?                     | The Roxy, Бостон, Массачусетс, США                             | Победа KO 1 (6)       | ?                         | Рейтинговый бой. |
| 8  | 10 июня 1997     | Омар Васкес              | 3-6-2   | 1-й полусредний | Роберт Чапа           | Travis County Expo Center, Остин, Техас, США                   | Победа UD 4           | 40-36, 39-36, 40-36       | Рейтинговый бой. |
| 7  | 4 мая 1997       | Трой Крэйн               | 14-5-0  | 1-й полусредний | Тони Перес            | Caesar’s Hotel & Casino, Атлантик-Сити, Нью-Джерси, США        | Победа UD 6           | 60-52, 60-52, 60-50       | Рейтинговый бой. |
| 6  | 5 апреля 1997    | Пол Денард               | 8-11-2  | 1-й полусредний | Эдди Коттон           | Ballys Park Place Hotel Casino, Атлантик-Сити, Нью-Джерси, США | Победа TKO 4 (8)      | 1:28                      | Рейтинговый бой. |
| 5  | 22 февраля 1997  | Крис Слотер              | 9-3-0   | 1-й полусредний | ?                     | Convention Center, Атлантик-Сити, Нью-Джерси, США              | Победа KO 1 (10)      | ?                         | Рейтинговый бой. |
| 4  | 24 января 1997   | Джон Скальци             | 2-1-0   | 1-й полусредний | ?                     | Convention Center, Атлантик-Сити, Нью-Джерси, США              | Победа TKO 1 (4)      | ?                         | Рейтинговый бой. |
| 3  | 14 декабря 1996  | Хосе Луис Торрес         | 3-6-0   | 1-й полусредний | Эрл Мортон            | Convention Center, Атлантик-Сити, Нью-Джерси, США              | Победа TKO 1 (4)      | ?                         | Рейтинговый бой. |
| 2  | 4 октября 1996   | Пабло Техада             | 0-1-0   | 1-й полусредний | ?                     | MSG Theater, Нью-Йорк, Нью-Йорк (штат), США                    | Победа TKO 4 (4)      | ?                         | Рейтинговый бой. |
| 1  | 20 сентября 1996 | Майкл Джонсон            |         | 1-й полусредний | ?                     | James Knight Convention Center, Майами, Флорида, США           | Победа TKO 2 (4)      | 0:36                      | Рейтинговый бой. |
| №  | Дата             | Соперник                 | Рекорд  | Вес             | Рефери                | Место                                                          | Результат             | Время/Счёт судей          | Статус |

## Семья
Семья Заба относит себя к чёрным евреям.
Отец Заба Джоэль Джуда (род. 1956) — шестикратный чемпион мира по кикбоксингу, мастер джиу-джитсу, именно он когда-то привёл шестилетнего Заба в боксёрский зал.
Заб женат, у него два сына.